# 高野源進
高野 源進（たかの げんしん、1895年（明治28年）3月15日 - 1969年（昭和44年）1月4日）は、日本の内務官僚、弁護士。官僚としては主として警察畑を歩き山梨県知事・警視総監などを歴任したが、特に原爆被災時の（官選）広島県知事を務めたことで知られる。

## 来歴・人物
福島県北会津郡北会津村で農業を営む高野源八の長男として生まれる。
会津中学・一高を経て、1923年3月東京帝国大学法学部法律学科（独法学）を28歳で卒業した。卒業前の1922年11月に高等試験に合格しており、卒業後の1923年4月に内務省に入省、警視庁警部（警務部警衛課）となった。その後神田外神田警察署・神田万世橋警察署・本郷駒込警察署の各署長を歴任したのち、警視庁警務部長（1939年9月 - 1941年1月）を経て、山梨県知事となる（1941年1月 - 1942年7月）。
第二次世界大戦（太平洋戦争）中には陸軍司政長官（1942年7月7日発令）として南方（東南アジア）占領地に派遣され、ビルマ行政府（ビルマ国発足以前の行政組織）の官房長を務めた（1942年8月 - 1943年8月）。帰国後は防空総本部業務局長・大阪府次長を経て、1945年6月、新設の中国地方総監に転じた大塚惟精の後任として広島県知事に着任した。着任後の7月、かつての上司である前・大阪府知事の池田清に宛てた書簡では「昨今当広島市のみはさしたる（空襲の）被害も蒙らず、却って気味悪き様感ぜられ」と真情を吐露している。
同年8月6日の原爆投下に際して高野は、前日より県下福山に出張し広島を離れていたため危うく難を逃れた（ただし広島に残された高野の家族は被爆し、夫人のシナは死去した）。6日17時頃には生き残った職員約30名が、戦災時の6番目の緊急避難先に指定されていた市内比治山下の仏教寺院・多聞院を「臨時県防空本部」とし、その後20時頃に多聞院にたどり着いた高野が防空本部長を兼任した（なお高野の帰広は18時半で、その後県防空本部を設置したとの説もある）。粟屋仙吉広島市長・大塚地方総監はいずれも被爆死していたため、高野はただ一人残った行政のトップとして市内の救援対策を指揮せざるをえず、その夜、内務省・近県に対し医師・医薬品などの医療および食糧の応援を依頼し、県下の各警察に食糧・救護班・警察官・警防団の手配を指令した。翌7日早朝、高野らはかろうじて焼け残っていた市内中心部の東警察署（現在の広島銀行銀山町支店に所在）に県防空本部を移転して臨時の県庁とし、高野はこの日付で以下のような広島県知事諭告を出した。
7日以降、市内被爆対策は、佐伯文郎船舶司令官が率いる陸軍船舶司令部（いわゆる「暁部隊」）を中心とした「広島警備本部」が指揮をとることとなったが、そのもとで高野は東警察署内で救護活動の調整や食糧の放出を指示した。
敗戦後の8月20日、県庁はさらに安芸郡府中町の東洋工業内に移転し、9月3日には県主催による初の「原子爆弾症講演会」が開催された。高野の任期切れ直前の10月8日には県引揚民事務所が設置されるなど戦後体制への転換が始まった。
10月11日、高野は広島県知事から警視総監に転任となり、翌1946年1月には辞職、同年9月より1951年8月まで公職追放となった。これ以後の高野は公職から完全に引退して弁護士に転じ、また凸版印刷監査役も務めた。1969年1月4日死去。享年73。墓所は多磨霊園(15-1-9)にある。会津会会員。

## 栄典
- 1940年（昭和15年）8月15日 - 紀元二千六百年祝典記念章[5]

## 関連文献
- 秦郁彦（編）『日本近現代人物履歴事典』東京大学出版会、2002年。
- 広島市・長崎市原爆災害誌編集委員会『原爆災害：ヒロシマ・ナガサキ』岩波現代文庫、2005年。
- 『大衆人事録 東京篇』第13版、1939年。